# Новоолександрівка (Березнегуватська селищна громада)
Новоолекса́ндрівка — село в Україні, у Березнегуватській селищній громаді Баштанського району Миколаївської області. Населення становить 116 осіб.

## Історія
Засноване 1872 року німцями-менонітами. Раніше носило назву Александерфельд. У 1880 році в селі діяв механічний та паровий млини.
7 (20) листопада 1917 року, відповідно до Третього Універсалу Української Центральної Ради, увійшло до складу Української Народної Республіки.  
Під час голоду 1921—1923 рр. померло 2 особи. У 1926 році відкрито початкову школу, клуб, бібліотеку. Під час Голодомору в селі померло 13 осіб. Протягом 1929-41 рр. депортовано 49 осіб. У жовтні 1943 року, в зв'язку з наступом Червоної армії, усі німецькі мешканці села евакуйовані у Вартеланд.

### Розвиток населення
265 (1887), 312 (1896), 259 (1906), 249 (1912), 225 (1916), 207 (1919), 431 (1926), 550/509 німці (1941), 572/555 німці (1942; 69 німецькі сім'ї або 50 % без голови сім'ї).